# Hapoel Jerusalem BC
Hapoel 'Migdal' Jerusalem (en hebreu: הפועל 'מגדל' ירושלים) és un club professional de bàsquet ubicat a la ciutat de Jerusalem, Israel. Actualment, disputa la màxima divisió del seu país, la Ligat HaAl.

## Història

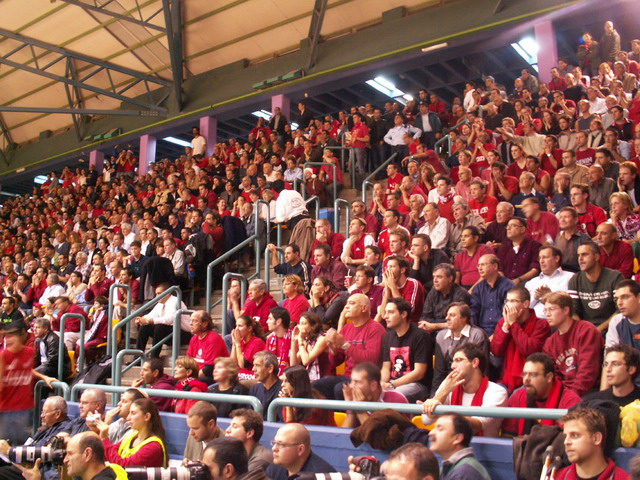
Seguidors del Hapoel Jerusalem al Malha Arena

El Hapoel Jerusalem es va fundar com un modest equip del carrer Histadrut, abans de traslladar-se a l'YMCA Arena primer, i a l'Strauss Arena després, l'únic pavelló cobert de Jerusalem de l'època. A finals de la dècada dels 80 s'hi instal·la al Malha Arena, per a 3.000 espectadors. Des del 2014 juga els partits al Pais Arena amb capacitat per 11.000 persones.
En 1996 i 1997, el Hapoel va guanyar la Copa Estatal, tot derrotant el Maccabi Tel Aviv a les finals, disputades al Yad Eliyahu Arena. L'equip estava liderat per Adi Gordon, considerat com un símbol del club i un dels seus millors jugadors.
L'any 2004 guanya el seu primer títol europeu, la Copa ULEB, tot imposant-se al Real Madrid Baloncesto a la final. Just eixa temporada, un altre equip del país, el Maccabi Tel Aviv, guanyava l'Eurolliga, la màxima competició continental.
L'any següent, el mil·lionari israeli-americà Arcadi Gaydamak va adquirir un percentatge del club. D'aquesta manera, l'equip es reforça amb quatre jugadors americans amb experiència a l'NBA (Tamar Slay, Horace Jenkins, Roger Mason i Mario Austin). També compta amb els serveis de l'estrella local Meir Tapiro i altres jugadors reconeguts d'Israel.
A principis del 2008 realitza una remuntada de 22 punts contra el Maccabi Tel Aviv i guanya la seua quarta Copa d'Israel. El palmarès d'eixe any es completa amb la Winner Cup davant l'Ironi Nahariya. Una competició en la qual hi revalida títol l'any següent, de nou contra el Maccabi.
El 2015 va guanyar la seva primera lliga, títol que repetí dos anys després.

## Títols
- Copa ULEB (1)
  - Guanyadors: 2003-04
- Lliga israeliana de bàsquet
  - Guanyadors (2): 2014-15, 2016–17
  - Finalistes (7): 1995-96, 1996-97, 1998-99, 2000-01, 2005-06, 2006-07, 2015-16
- Copa israeliana de bàsquet (6)
  - Guanyadors (6): 1995-96, 1996–97, 2006–07, 2007–08, 2018–19, 2019–20
  - Finalistes (8): 1998-99, 1999-00, 2000-01, 2001-02, 2003-04, 2005-06, 2014-15, 2016-17
- Copa de la Lliga israeliana de bàsquet
  - Guanyadors (5): 2008, 2009, 2014, 2016, 2019
  - Finalistes (3): 2007, 2010, 2013

## Jugadors destacats
| - Adi Gordon - Meir Tapiro - Tunji Awojobi - Emir Mutapčić - Mario Austin | - Terence Morris - Will Solomon - Pops Mensah-Bonsu - Amar'e Stoudemire - D'or Fischer |